# Batalla del pont de Stirling
La batalla del pont de Stirling va ser una batalla de la primera guerra de la Independència escocesa. L'11 de setembre de 1297, les forces d'Andrew Moray i William Wallace derrotaren les forces angleses combinades de John de Warenne i Hugh de Cressingham prop de Stirling, al riu Forth.
Amb aquesta batalla es va demostrar que sota determinades circumstàncies la infanteria podia ser superior a la cavalleria. A la batalla de Falkirk, l'estiu de 1298, les forces escoceses de Wallace van ser derrotades. Hi van morir uns 100 cavallers i uns 500 soldats d'infanteria.

## La batalla en la ficció
La batalla del pont de Stirling va aparèixer a la pel·lícula de 1995 Braveheart, però no era un retrat fidel del que va passar i la tàctica que s'hi mostra sembla més aviat la de la batalla de Bannockburn.